# Nati nel 1385
| Questa pagina contiene informazioni ricavate automaticamente dalle voci biografiche con l'ausilio del template Bio e di un bot. L'aggiornamento è periodico e automatico e ricostruisce completamente la pagina. Se manca una persona in questa lista, sei pregato di non aggiungerla, ma accertati piuttosto che la sua voce biografica contenga il template Bio e che i dati anagrafici siano correttamente compilati. Se il template Bio manca, inseriscilo tu stesso o, in alternativa, metti l'avviso {{tmp\|Bio}} che ne segnala la mancanza. Se i dati riportati sono sbagliati, correggi direttamente la voce biografica; le modifiche saranno visibili in questa lista entro pochi giorni. Per chiarimenti vedi il progetto biografie. La lista contiene solo le 31 persone che sono citate nell'enciclopedia e per le quali è stato implementato correttamente il template Bio. Pagina aggiornata al 10 feb 2025. |

- 1º marzo - Nicola da Guardiagrele, orafo, scultore e pittore italiano
- 23 giugno - Stefano del Palatinato-Simmern, conte († 1459)
- 1º agosto - John FitzAlan, XIII conte di Arundel, nobile inglese († 1421)
- 10 settembre - Lê Lợi, imperatore e generale vietnamita († 1433)
- 18 dicembre - Odette de Champdivers, nobile francese († 1424)
- Iacopo Alvarotti, giurista italiano († 1453)
- Giorgio Anselmi, teorico musicale italiano († 1450)
- Antonio da Bitonto, teologo e religioso italiano († 1465)
- Alberto da Sarteano, francescano italiano († 1450)
- Caterina Elisabetta di Brunswick-Lüneburg, nobile tedesca
- Battista Chiavelli, politico italiano († 1435)
- Marino Contarini, mercante e politico italiano († 1441)
- Dietrich II von Moers, nobile tedesco († 1463)
- Gabriele Ferretti, francescano italiano († 1456)
- John Fortescue, giurista e politico inglese († 1476)
- Khedrup Je, monaco buddhista tibetano († 1438)
- Giovanni I di Slesia, nobile polacco († 1439)
- Giovanni II di Egmond, nobile († 1451)
- Giovanni dal Ponte, pittore italiano († 1457)
- Andreolo Giustiniani, antiquario e scrittore italiano († 1456)
- Margaret Holland, nobile inglese († 1439)
- Galeazzo Malatesta, politico e condottiero italiano
- Bartolomea Mattugliani, poetessa italiana
- Michele da Firenze, scultore italiano
- Pietro Rombulo, navigatore, mercante e diplomatico italiano
- Michele Savonarola, medico, umanista e scienziato italiano († 1468)
- Sō Sadamori, militare giapponese († 1452)
- Giovanni I d'Alençon, nobile francese († 1415)
- Gabriele Maria Visconti, italiana († 1408)
- Luigi de Rosa, scrittore italiano
- Canfrancesco della Scala, politico e militare italiano († 1399)